# 불가리아 증권거래소

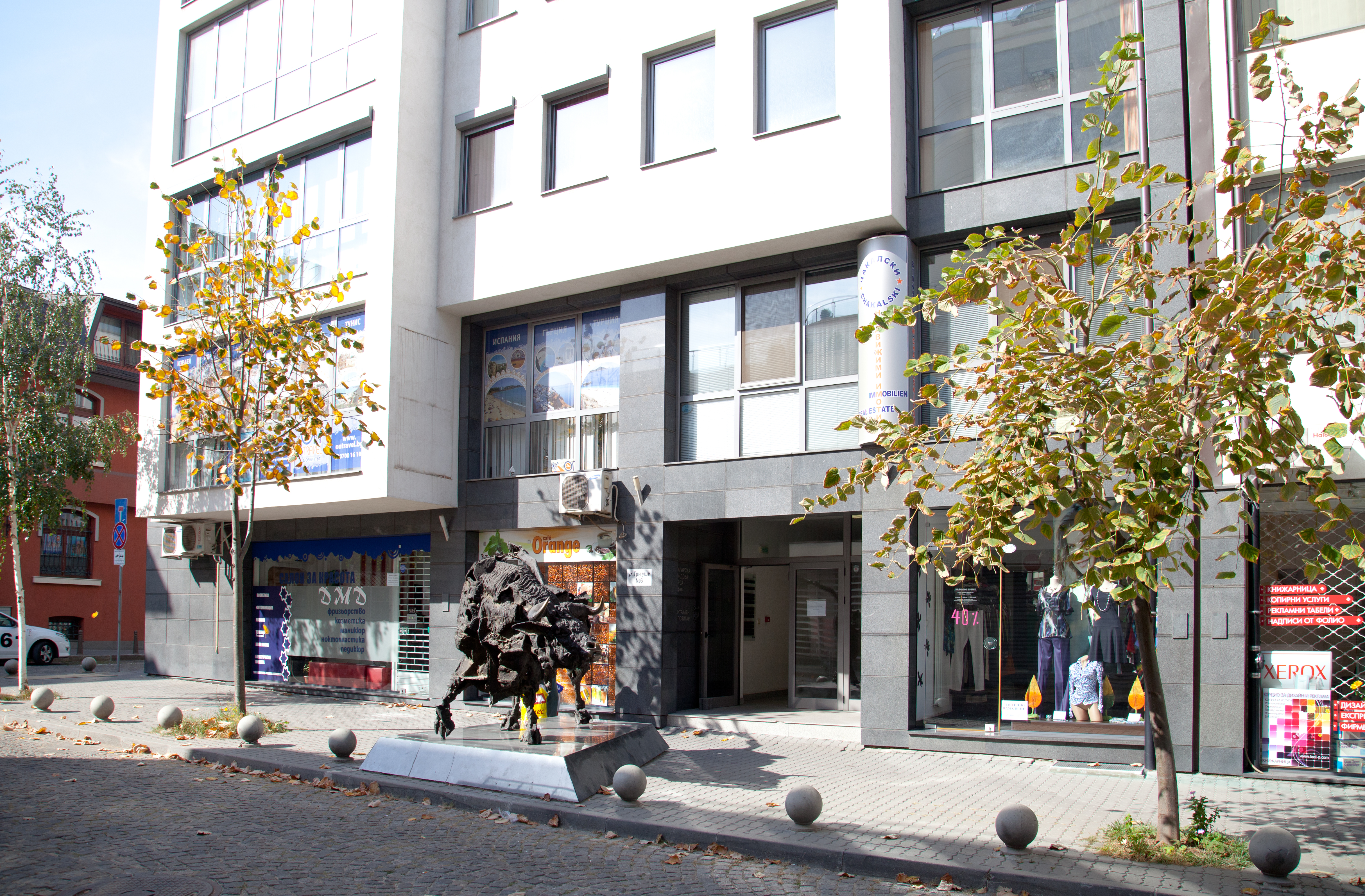

불가리아 증권거래소(BSE, 불가리아어: Българска фондова борса)는 불가리아 소피아에 소재한 증권거래소이다. 1991년에 설립되었다.
현재 불가리아 정부가 지분의 44%를 소유 중에 있다.